# Hypebaeus
Hypebaeus är ett släkte av skalbaggar som beskrevs av Ernst Hellmuth von Kiesenwetter 1863. Hypebaeus ingår i familjen Malachiidae.
Släktet innehåller bara arten Hypebaeus flavipes.